# Wanda Pomianowska

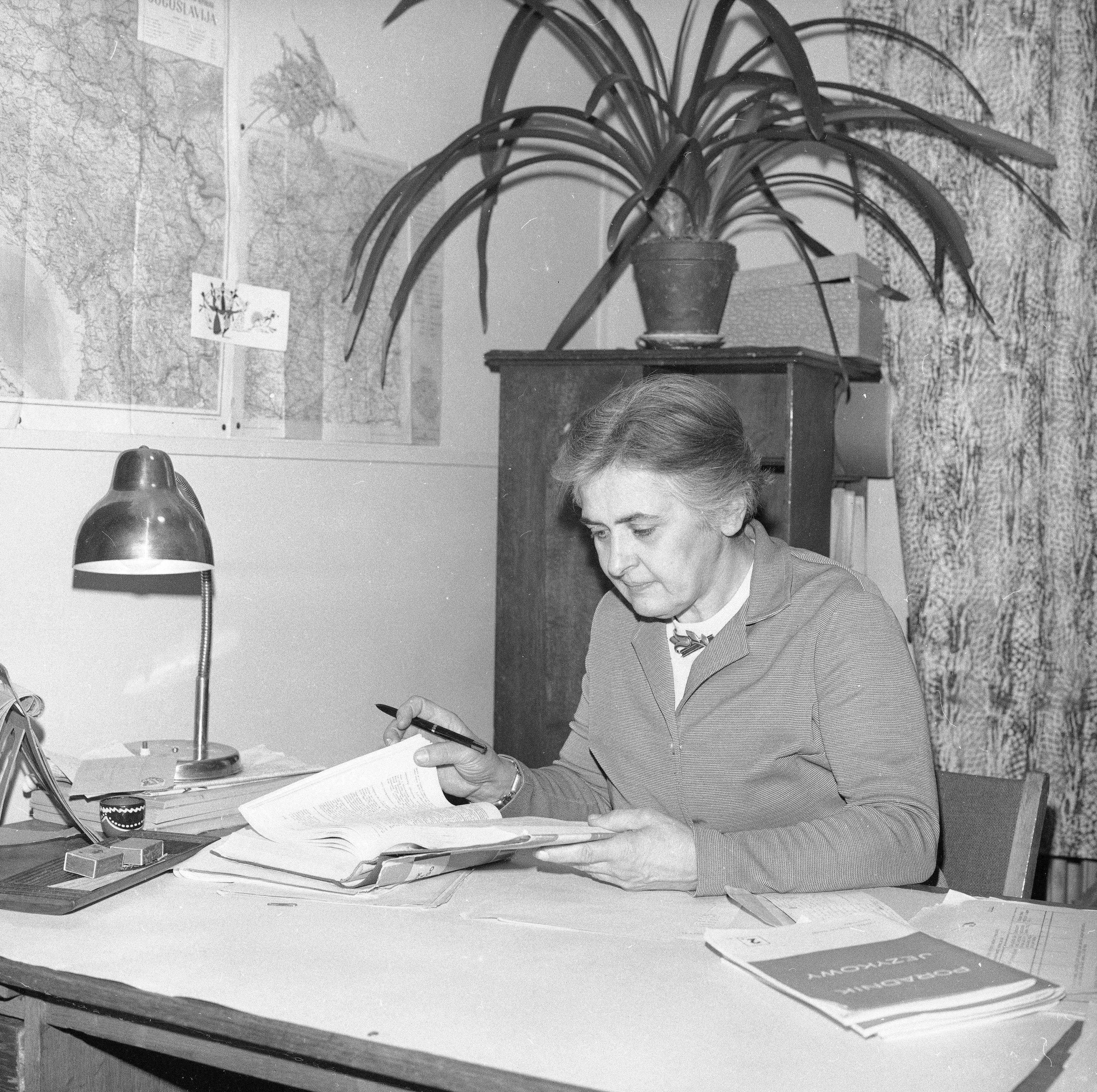
Wanda Pomianowska podczas pracy na Wydziale Polonistyki UW, 1970 r.

Wanda Pomianowska (ur. 22 listopada 1919 w Warszawie, zm. 3 grudnia 2003 w Radkowicach), filolog polski i badaczka folkloru, poetka, działaczka „Solidarności”.

## Życiorys
Pochodziła ze zubożałej rodziny szlacheckiej z okolic Płońska. Ojciec pracował jako inspektor szkolny w województwie kieleckim, matka zajmowała się domem, niemniej tradycje intelektualne były w domu bardzo silne. Wuj matki, Seweryn Krzemieniewski, był profesorem Uniwersytetu Lwowskiego. Jej rodzice w 1922 r. nabyli w Radkowicach resztówkę po parcelacji folwarku – ok. 30 ha z dworem i budynkami gospodarczymi, gdzie osiedli na stałe.
W 1937 r. ukończyła Gimnazjum Żeńskie im. Emilii Plater w Warszawie, następnie w l. 1937-1939 studiowała filologię polską na Uniwersytecie Jagiellońskim, w okresie okupacji hitlerowskiej była łączniczką oddziałów partyzanckich AK, m.in. zgrupowań „Ponurego” i „Nurta”. Po wojnie w l. 1945-48 kontynuowała studia, początkowo na UJ, następnie na Uniwersytecie Warszawskim.
W latach 1950-1970 była asystentem, a następnie adiunktem w Katedrze Języka Polskiego UW. Z przerwami pracowała także w Polskiej Akademii Nauk m.in. przy opracowywaniu Atlasu Gwar Polskich. W 1960 r. obroniła pracę doktorską, napisaną pod kierunkiem profesora Witolda Doroszewskiego, pt. „Klasyfikacja rzeczowników odrzeczownikowych. Studium ze słowotwórstwa i geografii lingwistycznej”, a w 1970 uzyskała stopień doktora habilitowanego w zakresie filologii polskiej i słowiańskiej. W latach 1970–1981 pracowała jako docent w instytucie filologii polskiej WSP w Kielcach.
Od jesieni 1980 aż do stanu wojennego działała w NSZZ RI „Solidarność”, była m.in. przewodniczącą komisji rewizyjnej przy Komisji Krajowej, a od września 1981 kierowała Ogólnopolską Wszechnicą Związkową. Po wprowadzeniu stanu wojennego była internowana, a w 1982 r. została dyscyplinarnie zwolniona z pracy w WSP w Kielcach. Utrzymywała się głównie z pracy w gospodarstwie rolnym w Radkowicach i okazjonalnych prac pisarskich i wydawniczych. W 1990 r. została pracownikiem naukowym Instytutu Słowianoznawstwa PAN w Warszawie, jednocześnie w l. 1990-1994 była przewodniczącą Rady Gminy w Pawłowie.
Od lat 50. XX w. była członkiem kolegium redakcyjnego „Literatury Ludowej”, gdzie zwracała szczególną uwagę na promowanie autentycznej i samorodnej twórczości chłopskiej. Pomianowska odkryła m.in. znanych pisarzy ludowych z Gór Świętokrzyskich: Katarzynę Zaborowską, Józefa Grzesika, Marię Cedro-Biskupową i Jana Cedro. Oprócz kilku książek opublikowała kilkadziesiąt artykułów i własnych utworów poetyckich, głównie w „Literaturze Ludowej”, „Twórczości Ludowej” i „Biuletynie Literackim”.
W 2002 Akademia Świętokrzyska w Kielcach wydała z okazji jej 80 rocznicy urodzin i 50-lecia pracy naukowej tom pt. „Gwary dawniej i dziś. Prace ofiarowane Docent Wandzie Pomianowskiej” [materiały z sympozjum w 2000, zawiera bibliografię jej prac i obszerne omówienia jej twórczości naukowej i literackiej]. W 2006 została patronem Publicznej Szkoły Podstawowej w Radkowicach, która zbudowana została w latach 1946-1949 z inicjatywy ojca, Stefana Gustawa Pomianowskiego, wizytatora szkół rolniczych województwa kieleckiego i samej Wandy Pomianowskiej.

## Wybrane prace
- Klasyfikacja rzeczowników odrzeczownikowych. Studium ze słowotwórstwa i geografii lingwistycznej. Wrocław 1963, Ossolineum (Prace Językoznawcze Komitetu Językoznawstwa Polskiej Akademii Nauk. Tom 35).
- Bajki Warmii i Mazur. Wstęp i redakcja Haliną Koneczna i Wanda Pomianowska. Warszawa 1956, PWN.
- Zróżnicowanie gwar południowosłowiańskich w świetle faktów słowotwórczych. Wrocław 1970, Ossolineum (Prace Językoznawcze Komitetu Językoznawstwa Polskiej Akademii Nauk. Tom 58).
- Julian Smuga: Oj, ludziska, ludziska. Wiersze. Wstęp i opracowanie Wanda Pomianowska. Lublin 1988, Wyd. Lubelskie (Biblioteka Stowarzyszenia Twórców Ludowych, t. 24).
- Maria Cedro-Biskupowa: Wiersze z doliny poetów. Red. Wanda Pomianowska. Kielce 1995.
- Wygnanie z raju. Wiersze [Wandy Pomianowskiej]. Kielce 1995, nakł. Autora.